# Флаг Красногвардейского района (Белгородская область)
Флаг Красногварде́йского района — официальный символ Красногвардейского муниципального района Белгородской области Российской Федерации. Флаг утверждён 26 октября 2007 года.

## Описание
«Прямоугольное полотнище алого (красного) цвета. В середине полотнища размещён серебряный бирюч. Отношение ширины полотнища к длине — 2:3».

## Обоснование символики
Серебряный бирюч является элементом герба Красногвардейского района, воссозданного и утверждённого 1 октября 1996 года.
Красный цвет флага Красногвардейского района символизирует кровь, пролитую защитниками Отечества на земле Красногвардейской. Красный цвет геральдически символизирует такие качества-значения, как: право, сила, мужество, храбрость, неустрашимость, смелость, любовь, великодушие и здоровье.